# Port Keelung
Port Keelung (chin. trad. 基隆港, pinyin Jīlóng Gǎng) – port morski w północnym Tajwanie, koło miasta Keelung, nad Oceanem Spokojnym, 25 km od Tajpej.

## Położenie
Port zajmuje zatokę osłoniętą od strony morza trzema wyspami, największa z nich to Heping Dao. Szersza część zatoki tworzy port zewnętrzny o długości ok. 0,8 mili morskiej, z wejściami do dwóch basenów po stronie zachodniej i portem rybackim po stronie zachodniej. Port wewnętrzny rozciąga się na odległość nieco ponad 1 mili od południowego końca portu zewnętrznego.

## Historia
Okoliczne tereny w XVII wieku były zajmowane przez Hiszpanów i Holendrów, lecz ze względu na małą wymianę handlową z Chinami port nie rozwinął się.
Międzynarodowy port handlowy otwarto w 1863 w ramach otwierania Chin na współpracę międzynarodową. W czasie okupacji japońskiej realizowano plan rozwoju portu, który został przerwany przez wybuch II wojny światowej. W czasie wojny port był silnie bombardowany i prawie cała jego infrastruktura została zniszczona.

## Czasy współczesne
Obecnie Keelung jest drugim co do wielkości portem Tajwanu i jednym z największych portów kontenerowych na świecie.
W 2008 do portu zawinęły 8053 statki. Przeładowano ponad 91 milionów ton ładunków, w tym ponad dwa miliony TEU ładunków skonteneryzowanych. Największe obsługiwane statki mogą mieć do 274 metrów długości całkowitej.
W porcie pracuje 29 suwnic do przeładunku kontenerów, 7 dużych holowników i kilka mniejszych jednostek pomocniczych (2010).
Na miejscu są dobrze wyposażone stocznie i warsztaty naprawcze, trzy suche doki, największy może pomieścić jednostki do 150 000 DWT.

## Warunki naturalne
Port jest osłonięty od wiatrów wschodnich, zachodnich i południowych, lecz wiatry północne powodują silne falowania w porcie. Pływy sięgają 0,7 m. Obserwuje się średnio 25 dni mglistych rocznie.